# هارون كوش
هارون كوش (بالإنجليزية: Aaron Koch)‏ هو لاعب كرة قدم أمريكية أمريكي، ولد في 21 فبراير 1978 في بورتلاند في الولايات المتحدة.

## وصلات خارجية
- هارون كوش على موقع مرجع كرة القدم المحترفة.كوم (الإنجليزية)